# Франц Людвиг Нойбургский
Франц Людвиг Нойбургский (нем. Franz Ludwig von Pfalz-Neuburg; 18 июля 1664, Нойбург-на-Дунае — 6 апреля 1732, Бреслау) — епископ Бреслау с 1683 года, епископ вормсский с 1694 года, курфюрст трирский с 1716 года, курфюрст майнцский с 1729 года. Сын Филиппа Вильгельма пфальцграфа Нойбурга (1653—1685) и курфюрста Пфальца (1685—1690) и Елизаветы Амалии Гессен-Дармштадтской. В 1683 году он стал принцем-епископом Бреслау после смерти своего брата Вольфганга Георга, который должен был занять эту должность.
В 1694 году он стал Великим магистром Тевтонского ордена и князем-епископом Вормса. В 1716 году он стал курфюрстом Трира. Во время своего регентства в Трире, он реорганизовал юрисдикцию в епархии и начал реконструкцию римского моста через Мозель и собора . В 1729 году он стал курфюрстом Майнца, отказавшись от архиепископства Трира, так как папа запретил слияние двух архиепископств. В Майнце, Франц Людвиг также начал некоторые административные и судебные реформы.
Франц Людвиг умер во Вроцлаве и похоронен там в специально построенной часовне Вроцлавского собора.